# Ungerns Grand Prix 2010
Ungerns Grand Prix 2010, officiellt Formula 1 Eni Magyar Nagydíj 2010, var en Formel 1-tävling som hölls den 1 augusti 2010 på Hungaroring i Budapest, Ungern. Det var den tolfte tävlingen av Formel 1-säsongen 2010 och kördes över 70 varv. Vinnare av loppet blev Mark Webber för Red Bull, tvåa blev Fernando Alonso för Ferrari och trea blev Sebastian Vettel för Red Bull.

## Kvalet
| KR. | Nr | Förare             | Konstruktör          | Q1       | Q2       | Q3       | Grid |
| --- | -- | ------------------ | -------------------- | -------- | -------- | -------- | ---- |
| 1   | 5  | Sebastian Vettel   | Red Bull-Renault     | 1.20,417 | 1.19,573 | 1.18,773 | 1    |
| 2   | 6  | Mark Webber        | Red Bull-Renault     | 1.21,132 | 1.19,531 | 1.19,184 | 2    |
| 3   | 8  | Fernando Alonso    | Ferrari              | 1.21,278 | 1.20,237 | 1.19,987 | 3    |
| 4   | 7  | Felipe Massa       | Ferrari              | 1.21,299 | 1.20,857 | 1.20,331 | 4    |
| 5   | 2  | Lewis Hamilton     | McLaren-Mercedes     | 1.21,455 | 1.20,877 | 1.20,499 | 5    |
| 6   | 4  | Nico Rosberg       | Mercedes             | 1.21,212 | 1.20,811 | 1.21,082 | 6    |
| 7   | 12 | Vitalij Petrov     | Renault              | 1.21,558 | 1.20,797 | 1.21,229 | 7    |
| 8   | 11 | Robert Kubica      | Renault              | 1.21,159 | 1.20,867 | 1.21,328 | 8    |
| 9   | 22 | Pedro de la Rosa   | BMW Sauber-Ferrari   | 1.21,891 | 1.21,273 | 1.21,411 | 9    |
| 10  | 10 | Nico Hülkenberg    | Williams-Cosworth    | 1.21,598 | 1.21,275 | 1.21,710 | 10   |
| 11  | 1  | Jenson Button      | McLaren-Mercedes     | 1.21,422 | 1.21,292 |          | 11   |
| 12  | 9  | Rubens Barrichello | Williams-Cosworth    | 1.21,478 | 1.21,331 |          | 12   |
| 13  | 14 | Adrian Sutil       | Force India-Mercedes | 1.22,080 | 1.21,517 |          | 13   |
| 14  | 3  | Michael Schumacher | Mercedes             | 1.21,840 | 1.21,630 |          | 14   |
| 15  | 16 | Sébastien Buemi    | Toro Rosso-Ferrari   | 1.21,982 | 1.21,897 |          | 15   |
| 16  | 15 | Vitantonio Liuzzi  | Force India-Mercedes | 1.21,789 | 1.21,927 |          | 16   |
| 17  | 17 | Jaime Alguersuari  | Toro Rosso-Ferrari   | 1.21,978 | 1.21,998 |          | 17   |
| 18  | 23 | Kamui Kobayashi    | BMW Sauber-Ferrari   | 1.22,222 |          |          | 231  |
| 19  | 24 | Timo Glock         | Virgin-Cosworth      | 1.24,050 |          |          | 18   |
| 20  | 19 | Heikki Kovalainen  | Lotus-Cosworth       | 1.24,120 |          |          | 19   |
| 21  | 18 | Jarno Trulli       | Lotus-Cosworth       | 1.24,199 |          |          | 20   |
| 22  | 25 | Lucas di Grassi    | Virgin-Cosworth      | 1.25,118 |          |          | 21   |
| 23  | 21 | Bruno Senna        | HRT-Cosworth         | 1.26,391 |          |          | 22   |
| 24  | 20 | Sakon Yamamoto     | HRT-Cosworth         | 1.26,453 |          |          | 24   |

| Vidare från första kvalrundan ▬▬ Vidare från andra kvalrundan ▬▬ |

Noteringar:
- ^1  — Kamui Kobayashi fick fem platsers nedflyttning för att ha kört mot rött ljus i depån.

## Loppet
| Pos. | Nr | Förare             | Konstruktör          | Varv | Tid         | Grid | P  |
| ---- | -- | ------------------ | -------------------- | ---- | ----------- | ---- | -- |
| 1    | 6  | Mark Webber        | Red Bull-Renault     | 70   | 1:41.05,571 | 2    | 25 |
| 2    | 8  | Fernando Alonso    | Ferrari              | 70   | +17,821     | 3    | 18 |
| 3    | 5  | Sebastian Vettel   | Red Bull-Renault     | 70   | +19,252     | 1    | 15 |
| 4    | 7  | Felipe Massa       | Ferrari              | 70   | +27,474     | 4    | 12 |
| 5    | 12 | Vitalij Petrov     | Renault              | 70   | +1.13,192   | 7    | 10 |
| 6    | 10 | Nico Hülkenberg    | Williams-Cosworth    | 70   | +1.16,723   | 10   | 8  |
| 7    | 22 | Pedro de la Rosa   | BMW Sauber-Ferrari   | 69   | +1 varv     | 9    | 6  |
| 8    | 1  | Jenson Button      | McLaren-Mercedes     | 69   | +1 varv     | 11   | 4  |
| 9    | 23 | Kamui Kobayashi    | BMW Sauber-Ferrari   | 69   | +1 varv     | 23   | 2  |
| 10   | 9  | Rubens Barrichello | Williams-Cosworth    | 69   | +1 varv     | 12   | 1  |
| 11   | 3  | Michael Schumacher | Mercedes             | 69   | +1 varv     | 14   |    |
| 12   | 16 | Sébastien Buemi    | Toro Rosso-Ferrari   | 69   | +1 varv     | 15   |    |
| 13   | 15 | Vitantonio Liuzzi  | Force India-Mercedes | 69   | +1 varv     | 16   |    |
| 14   | 19 | Heikki Kovalainen  | Lotus-Cosworth       | 67   | +3 varv     | 19   |    |
| 15   | 18 | Jarno Trulli       | Lotus-Cosworth       | 67   | +3 varv     | 20   |    |
| 16   | 24 | Timo Glock         | Virgin-Cosworth      | 67   | +3 varv     | 18   |    |
| 17   | 21 | Bruno Senna        | HRT-Cosworth         | 67   | +3 varv     | 22   |    |
| 18   | 25 | Lucas di Grassi    | Virgin-Cosworth      | 66   | +4 varv     | 21   |    |
| 19   | 20 | Sakon Yamamoto     | HRT-Cosworth         | 66   | +4 varv     | 24   |    |
| Ret  | 2  | Lewis Hamilton     | McLaren-Mercedes     | 23   | Växellåda   | 5    |    |
| Ret  | 11 | Robert Kubica      | Renault              | 23   | Skada       | 8    |    |
| Ret  | 4  | Nico Rosberg       | Mercedes             | 15   | Hjul        | 6    |    |
| Ret  | 14 | Adrian Sutil       | Force India-Mercedes | 15   | Kollision   | 13   |    |
| Ret  | 17 | Jaime Alguersuari  | Toro Rosso-Ferrari   | 1    | Motor       | 17   |    |

| Förare och stall som tog poäng ▬▬ |

## Ställning efter loppet
| Pos. | Förare           | Poäng |
| ---- | ---------------- | ----- |
| 1    | Mark Webber      | 161   |
| 2    | Lewis Hamilton   | 157   |
| 3    | Sebastian Vettel | 151   |
| 4    | Jenson Button    | 147   |
| 5    | Fernando Alonso  | 141   |

| Pos. | Konstruktör      | Poäng |
| ---- | ---------------- | ----- |
| 1    | Red Bull-Renault | 312   |
| 2    | McLaren-Mercedes | 304   |
| 3    | Ferrari          | 238   |
| 4    | Mercedes         | 132   |
| 5    | Renault          | 106   |

- Notering: Endast de fem bästa placeringarna i vardera mästerskap finns med på listorna.